# Bourgogneviner
Bourgogneviner är viner från Bourgogne i östra Frankrike, huvudsakligen mellan och runt städerna Dijon i departementet Côte d’Or och Mâcon i departementet Saône-et-Loire, och städerna Chablis och Auxerre i departementet Yonne. I distriktet görs såväl röda som vita viner och även roséviner och mousserande viner. Kännetecknande för de röda vinerna är att de har hög kvalitet och är förhållandevis lätta.

## Historia
Romarna började plantera vin i Bourgogne. Ända fram till franska revolutionen spelade kyrkan och klostren en stor roll i vinproduktionen i Bourgogne. Därefter fråntogs kyrkan och adeln jorden och den delades ut i små lotter till bönderna. Lotterna har sedan splittrats ytterligare. Vingårdarna, som kallas climat eller clos, är därför betydligt mindre än i till exempel Bordeaux.

## Indelning
Det nordligaste området (departementet Yonne) delas in i 
- Le Chablisienne är området runt staden Chablis som är känt för sina vita och mycket friska viner på druvan Chardonnay. Chablis ligger cirka 100 km nordnordväst om Bourgognes kärnområde Côte d'Or, den gyllene sluttningen, ungefär halvvägs till Paris.
- Le Auxerrois som är området runt staden Auxerre. Auxerre ligger cirka 20 km från Chablis.

Côte d'Or är indelat i Côte de Nuits (den nordliga delen) och Côte de Beaune (den sydliga delen):
- Côte de Nuits har de mest kända och dyraste röda bourgognevinerna på druvan Pinot Noir, medan Côte de Beaune har en blandning av röda och vita viner. I Côte de Nuits kommer de allra dyraste rödvinerna i allmänhet från appellationen Romanée-Conti. Söder om staden Beaune, i
- Côte de Beaune, ligger ett av världens mest klassiska vitvinsområden, som producerar Chardonnay-viner i en annan stil än i Chablis, med ett tydligt inslag av ekfatslagring. Områdets dyraste och mest kända vita viner kommer från appellationen Montrachet, som endast är 7 hektar stor och är uppdelad på ett flertal producenter. De små byarna Puligny och Chassagne ligger på varsin sida om de 7 hektaren och kallas därför Puligny-Montrachet och Chassagne-Montrachet. Båda dessa byar, samt i byn Meursault, producerar klassisk vit Bourgogne i flera prisklasser under Montrachet.

Söderut från Côte d'Or kommer i tur och ordning:
- Côte Chalonnaise, som gör både röda och vita viner av god kvalitet,
- Mâconnais, som gör huvudsakligen vita viner och slutligen
- Beaujolais, som bara delvis ligger i regionen Bourgogne (resten ligger i regionen Rhône), är känt för sina lätta, unga viner, som blivit en stor försäljningsframgång. Beaujolaisvinerna är speciella dels för att de görs på en annan druvsort, Gamay, och dels för det sätt på vilket de tillverkas, så kallad kolsyrejäsning eller macération carbonique där jäsningen inledningsvis sker på stora fat under tryck av koldioxid, utan att druvorna krossas eller jäst tillförs.

## Druvor
Till skillnad från bordeauxviner där man blandar olika druvsorter, förekommer nästan uteslutande endruvsviner i Bourgogne. Den egentliga röda Bourgognen görs huvudsakligen på druvan Pinot Noir och ibland Gamay. 
För vita viner används endast Chardonnay, Aligoté och i undantagsfall Sauvignon Blanc (druvan används bland annat i byn Saint-Bris i närheten av Chablis). Om Aligoté ingår, måste det anges på etiketten.

## Klassning
I Chablis indelas vinerna i fyra kvalitetsklasser:
- Grand Cru,
- Premier Cru,
- Chablis,
- Petit Chablis

I Côte d'Or är vinerna indelade i fem klasser:
- Grand Cru,
- Premier Cru,
- Appellation Communale,
- Appellation sous-régionale och
- Appellation régionale eller Appellation génerique.

## Berömda producenter av Bourgogneviner

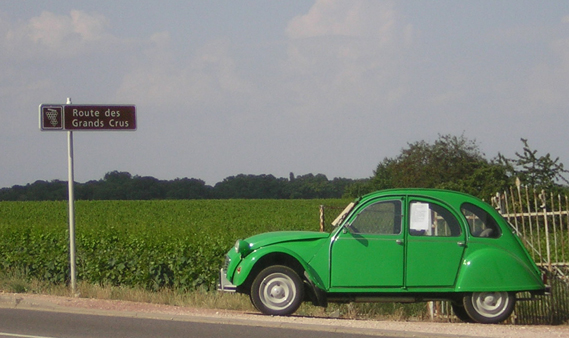
Route des Grand Crus går genom Côte de Nuits och passerar några av världens mest berömda rödvinsproducenter på sin väg söderut mot Beaune.

- Domaine Vincent Dauvissat (Chablis)
- Domaine Francois Raveneau (Chablis)
- Domaine Drouhin-Laroze (Côte de Nuits)
- Domaine Leroy (Côte de Nuits)
- Domaine de la Romanée-Conti (Côte de Nuits)
- Domaine Jean Grivot (Côte de Nuits)